# Ајвсдејл (Илиноис)
Ајвсдејл (енгл. Ivesdale) град је у америчкој савезној држави Илиноис.

## Демографија
По попису из 2010. године број становника је 267, што је 21 (-7,3%) становника мање него 2000. године.
| Група             | 2000.       | 2010.       |
| Белци             | 286 (99,3%) | 265 (99,3%) |
| Афроамериканци    | 0 (0,0%)    | 0 (0,0%)    |
| Азијати           | 0 (0,0%)    | 0 (0,0%)    |
| Хиспаноамериканци | 0 (0,0%)    | 1 (0,4%)    |
| Укупно            | 288         | 267         |